# Francesco Canali
Francesco Canali (Perugia, 14 de outubro de 1764 - Roma, 11 de abril de 1835) foi um cardeal italiano.

## Biografia
Nasceu em Perugia em 14 de outubro de 1764. De uma família não nobre, mas próspera. Filho de Giuseppe Canali e Antonia Dati. Ele foi batizado no mesmo dia de seu nascimento na catedral de S. Lorenzo. Recebeu o sacramento da confirmação em 8 de junho de 1772. Tinha dois irmãos, Pietro, arquiteto, inventor e diretor da Accademia del Disegno ; e Luigi (1759-1841), diretor da Biblioteca Augusta e reitor da Universidade de Perugia.
Frequentou a Universidade de Perugia, onde estudou latim com Claudio Errighi; humanidades sob Vincenzo Marcarelli; e onde obteve o doutorado em filosofia e teologia em 30 de dezembro de 1790. Também estudou filosofia no Seminário de Perugia, dirigido pelos frades agostinianos. Ele também estudou direito canônico. Recebeu as insígnias do caráter clerical em 6 de setembro de 1783, do bispo Alessandro Maria Odoardi de Perugia, que lhe conferiu toda a sagrada ordem; recebeu as ordens menores em 2 de maio de 1874 (leitor); e 18 de dezembro de 1784 (acólito); o subdiaconato em 17 de dezembro de 1785; e o diaconado em 23 de dezembro de 1786. Em 5 de agosto de 1784, foi admitido na confraria chamada Gonfalone di S. Francesco, que se distinguiu pela actividade poética e literária dos seus membros. Ele era membro da Arcádia de Perugia sob o nome de Giuseppe Stomiano.
Ordenado em 20 de dezembro de 1788. Professor de teologia no Seminário de Perugia em 1793. Reitor do Seminário de Perugia de 4 de outubro de 1797 até abril de 1806. Eleito prior do Collegio dei Teologiem 1797; ocupou o cargo até 1800, quando se tornou seu camerlengo. Examinador sinodal do clero de Perugia de 1801 a 1802. Entre 1808 e 1814, Perugia esteve sob a administração do Império Francês. Em 14 de junho de 1809, junto com outros quinze cônegos do capítulo da catedral de Perugia, ele se recusa a prestar juramento de obediência ao governo imperial. Eles foram deportados e seus bens confiscados. Durante seu exílio, em Parma, Piacenza, Córsega e Bastia (no final de março de 1811), o cônego Canali dedicou seu tempo ao estudo das Sagradas Escrituras e das línguas originais em que foram escritas. Ele conseguiu retornar a Perugia em agosto de 1814. Os habitantes de Spoleto, após as vicissitudes napoleônicas, queriam Mario Ancaini, natural da cidade, como seu bispo, mas ele foi nomeado para a sé de Gubbio, Em 22 de setembro de 1814, o cônego Canali recebeu a sé de Spoleto; e fez juramento de fidelidade ao papa no dia seguinte e recebeu as felicitações dos representantes municipais.
Eleito bispo de Spoleto, em 26 de setembro de 1814. Consagrado, provavelmente em Roma (sem mais informações encontradas). Tomou posse da sé de Spoleto em 30 de novembro de 1814. Em carta pastoral, recomendou aos párocos que permanecessem sempre em suas paróquias; e às mulheres, para manter sempre a paz em suas famílias. Em 9 de novembro de 1815, iniciou a visita pastoral à diocese, que, devido a várias interrupções por motivos principalmente econômicos, se estendeu até 1820. Nesse mesmo ano, publicou as constituições e regras do Seminário de Spoleto. Nomeado administrador ad nutum Sanctae Sedis da sé Tivoli com o breve apostólico Apostolici nostride 23 de julho de 1820, quando o padre Mauro Cappellari, OSBCam., futuro Papa Gregório XVI, declinou a sé. Em 3 de agosto de 1820, administrou o sacramento da confirmação aos fiéis da diocese. Transferido para a sé de Tivoli em 28 de agosto de 1820, tomou posse em 22 de outubro seguinte. Na primeira carta pastoral, escrita em elegante latim, publicada em outubro de 1820, recomendava a exemplaridade ao clero e a caridade aos leigos. Realizou uma visita pastoral à diocese que terminou em 1822; apresentou a Roma o relatório da visita em julho de 1824. Entre maio e outubro de 1826, realizou outra visita pastoral à diocese. Durante seu episcopado, visitou frequentemente Roma. Renunciou ao governo pastoral da diocese de Tivoli em 24 de abril de 1827. Promovido à sé titular de Larissa em 21 de maio de 1827. Nomeado secretário da SC dos Bispos e Religiosos em 1827, sucedendo a Monsenhor Giovanni Marchetti. Nomeado cônego da basílica patriarcal do Vaticano em maio de 1827.
Criado cardeal e reservado in pectore no consistório de 30 de setembro de 1831; publicado no consistório de 23 de junho de 1834; recebeu chapéu vermelho em 26 de junho de 1834; e o título de S. Clemente em 1º de agosto de 1834. Quando foi publicada sua promoção ao cardinalato, o Collegio dei teologi de Perugia, do qual o novo cardeal era membro, celebrou um solene pontifício na catedral com a participação do Bispo Carlo Silesio Cittadini de Perugia e do delegado apostólico, Antonio Maria Cagiano de Azevedo, futuro cardeal. O colégio decidiu enviar-lhe uma carta dedicatória acompanhando a alocução latina do poeta perurino Francesco Maturanzio, escrita por ocasião da promoção a cardinalato de Francesco della Rovere, futuro Papa Sisto IV. Por causa dos atrasos na impressão, quando a obra estava pronta, chegou a Perugia a notícia da morte do cardeal.
Morreu em Roma em 11 de abril de 1835, após uma breve doença, em Roma. Seu irmão Luigi não conseguiu chegar a Roma antes da morte do cardeal, apesar de sua partida imediata. Exposto na igreja de S. Marcello, Roma, onde se realizou o funeral; e sepultado no subterrâneo do seu título, S. Clemente. Em Perugia, um funeral solene foi celebrado na catedral com música do célebre compositor Francesco Morlacchi. O elogio fúnebre foi proferido em 12 de maio de 1834 na catedral de S. Lorenzo pelo cônego Luigi Mattioli, seu antigo discípulo, e publicado em Perugia naquele mesmo ano pelo Collegio dei teologi .